# Бертин, Франц
Франц Бертин (фр. Frantz Bertin; 30 мая 1983, Париж, Франция) — гаитянский футболист, защитник. Выступал за сборную Гаити.

## Клубная карьера
Бертин начал карьеру в испанском клубе «Расинг». 7 ноября 2005 года в матче против «Нумансии» он дебютировал в Ла Лиге. В 2006 году Франц покинул Сантандер и на протяжении нескольких лет выступал за «Тенерифе», «Атлетико Мадрид B» и «Бенидорм» в низших дивизионах чемпионата Испании.
В 2008 году Бертин присоединился к швейцарскому «Люцерну». 6 октября в матче против «Цюриха» он дебютировал в швейцарской Суперлиге.
В начале 2009 года Франц присоединился к греческому ОФИ. 11 января в матче против «Ираклиса» он дебютировал в греческой Суперлиге. В 2011 году Бертин присоединился к кипрскому «Алки». 29 августа в матче против «Омонии» он дебютировал в первом дивизионе Кипра. Сыграв всего четыре матча, Франц безуспешно попытался закрепиться в «Верии», но в 2013 году он покинул команду и выступал за команды низших дивизионов Греции «Панахаики», «Аполлон Каламария» и «Эгиниакос».

## Международная карьера
11 июня 2007 года в матче Золотого кубка КОНКАКАФ против сборной Канады Бертин дебютировал за сборную Гаити. В 2009 году Джеймс во второй раз принял участие в Золотом кубке КОНКАКАФ. На турнире он сыграл в матчах против Гондураса, Гренады, США и Мексики.
8 августа 2008 года в отборочном мачте чемпионата мира 2008 против сборной Суринама Франц забил свой первый гол за национальную команду.
В 2015 году в составе сборной Бертин в третий раз принял участие в розыгрыше Золотого кубка КОНКАКАФ. На турнире он сыграл в матче против сборной Гондураса, США и Ямайки.

### Голы за сборную Гаити
| #   | Дата            | Место                              | Противник | Счет | Результат | Соревнование                     |
| --- | --------------- | ---------------------------------- | --------- | ---- | --------- | -------------------------------- |
| 01. | 20 августа 2008 | Сильвио Катор, Порт-о-Пренс, Гаити | Суринам   | 1:2  | 2:2       | Чемпионат мира 2010 квалификация |